# Stanko Petrov
Dr fra Stanko Petrov (Metković, 29. rujna 1887., po drugim izvorima 8. siječnja − Sinj, 13. ožujka 1963.), bio je hrvatski pisac, jezikoslovac, prevoditelj, profesor, odgojitelj, provincijal Provincije Presvetog Otkupitelja i generalni vizitator. Pripadao je redu franjevaca. 
Završio je šest razreda gimnazije (1898-1904) u Sinju i Šibeniku. Nakon toga pošao je na Visovac u novicijat. U Šibeniku je potom studirao filozofij dvije godine, a nakon toga u Makarskoj i Zaostrogu četiri godine teologiju. Zaredio se je 1910. godine. 1913. otišao je u Švicarsku u Fribourg gdje je do 1917. studirao klasičnu filologiju i postigao doktorat. 
Kao pjesnik je spadao među pjesnike religioznog nadahnuća sa subjektivnim religioznim osjećajem.
Ikavski govor i ikavizme je naglašavao kao standardni govor. Unatoč svom stavu, poštovao je kad se ikavicu nije prihvatilo zao standarni govor.